# Tesoro di Pentney

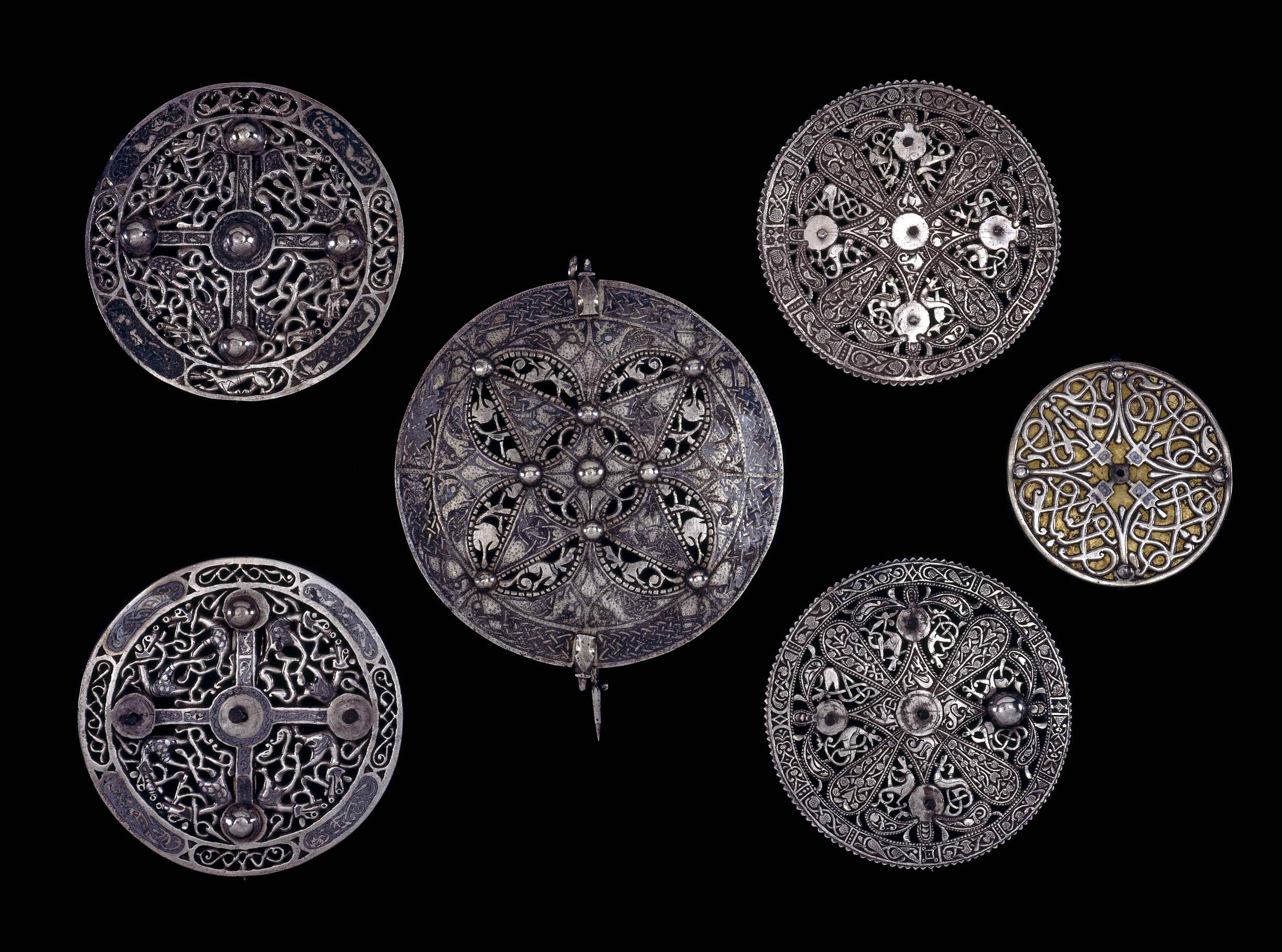
Il tesoro di Pentney

Il tesoro di Pentney è un gruppo di gioielli anglosassoni, scoperto da un sagrestano in un cimitero di Pentney, Norfolk nel 1978. Il tesoro è composto da sei spille a disco traforate in argento, cinque realizzate interamente in argento e una composta da argento e lega di rame. Le spille sono decorate nello stile Trewhiddle del IX secolo. Il tesoro è ora al British Museum.

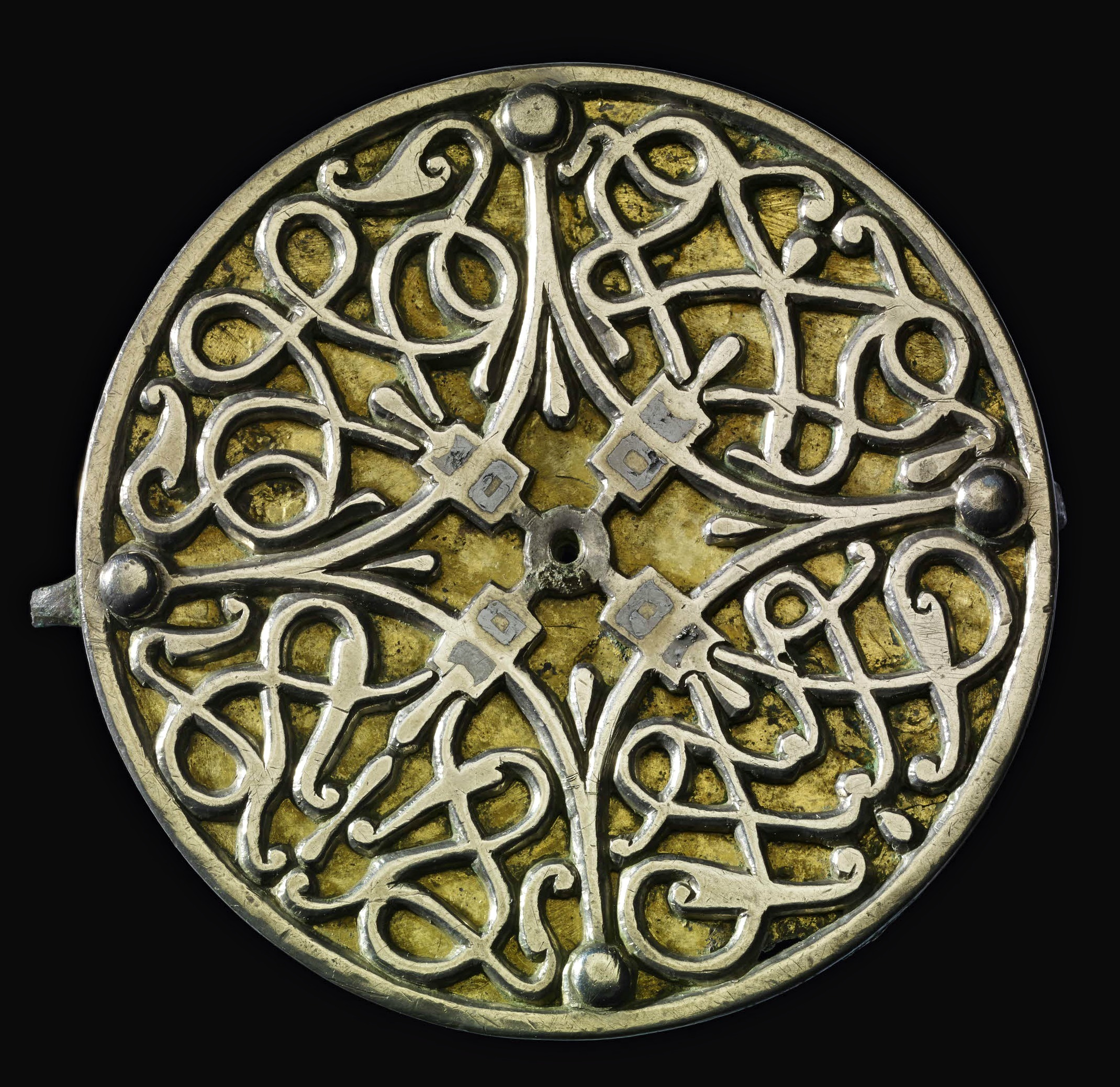
Spilla Pentney, 6.1 cm, British Museum

Il tesoro è costituito da sei spille circolari d'argento. Cinque sono realizzate interamente in argento mentre la sesta ha una base in lega di rame e un rivestimento in argento. Due spille singole, costituiscono gli elementi più grandi e più piccoli del tesoro, e altre due coppie non identiche. Le coppie sono simili nella forma, ma hanno dettagli decorativi diversi. Tutte le spille sono disposte centralmente a forma di croce. La spilla più piccola appartiene stilisticamente alla fine dell'VIII secolo. Le cinque più grandi sono databili all'inizio del IX secolo. Tutti gli oggetti del tesoro sono finemente decorati in stile Trewhiddle. Le spille erano in ottime condizioni quando sono state scoperte. L'evidenza suggerisce che tutte le spille vennero realizzate nello stesso laboratorio. Tutte le spille tranne la più piccola erano complete, con perno, molla e componenti della cerniera intatti.

## Spille singole

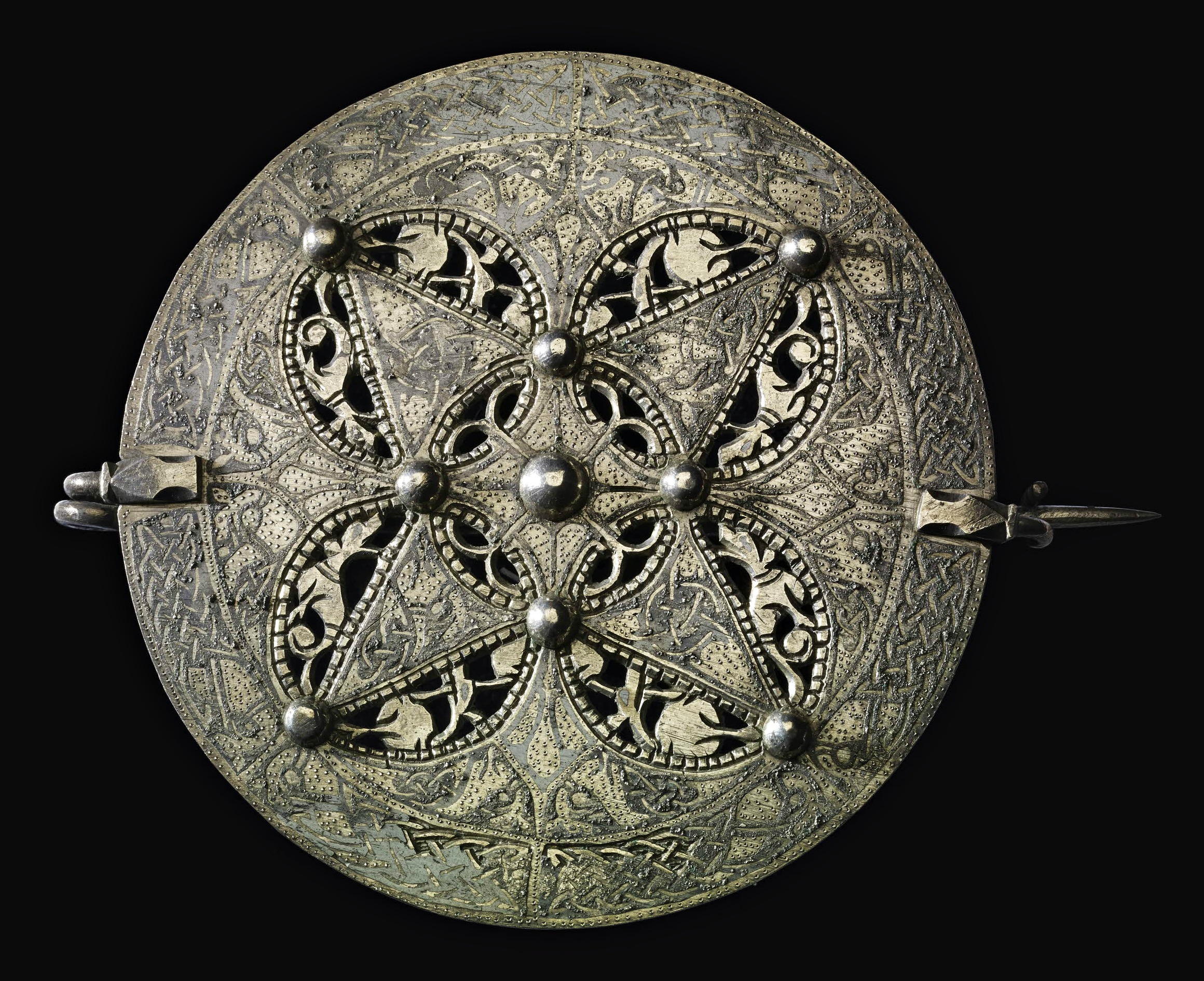
La più grande spilla a disco di Pentney, (diametro 10,2 cm), British Museum

La spilla più grande è un disco d'argento con un intricato motivo traforato e intarsiato con niello nero. Questa (diametro 10,2 cm) è un eccellente esempio dello stile Trewhiddle. Il bordo esterno della spilla contiene otto pannelli con creature intrecciate. Il centro è decorato con animali e piante stilizzati. Il retro non è decorato. Il perno e la molla sono intatti e decorati con due animali stilizzati.
La spilla più piccola differisce dalle altre per dimensioni, costruzione e ornamenti. È costruita con un quinconce di rivetti che collegano la faccia alla piastra di base dorata. Con un diametro di 6,1 cm è costituita da una faccia in lamiera d'argento traforata con semplici decorazioni di piante intrecciate, che ricoprono una piastra di fondo in lega di rame dorato. Il retro non è decorato e il perno è danneggiato. Sembra essere l'unica spilla che è stata indossata.

## Coppie non identiche

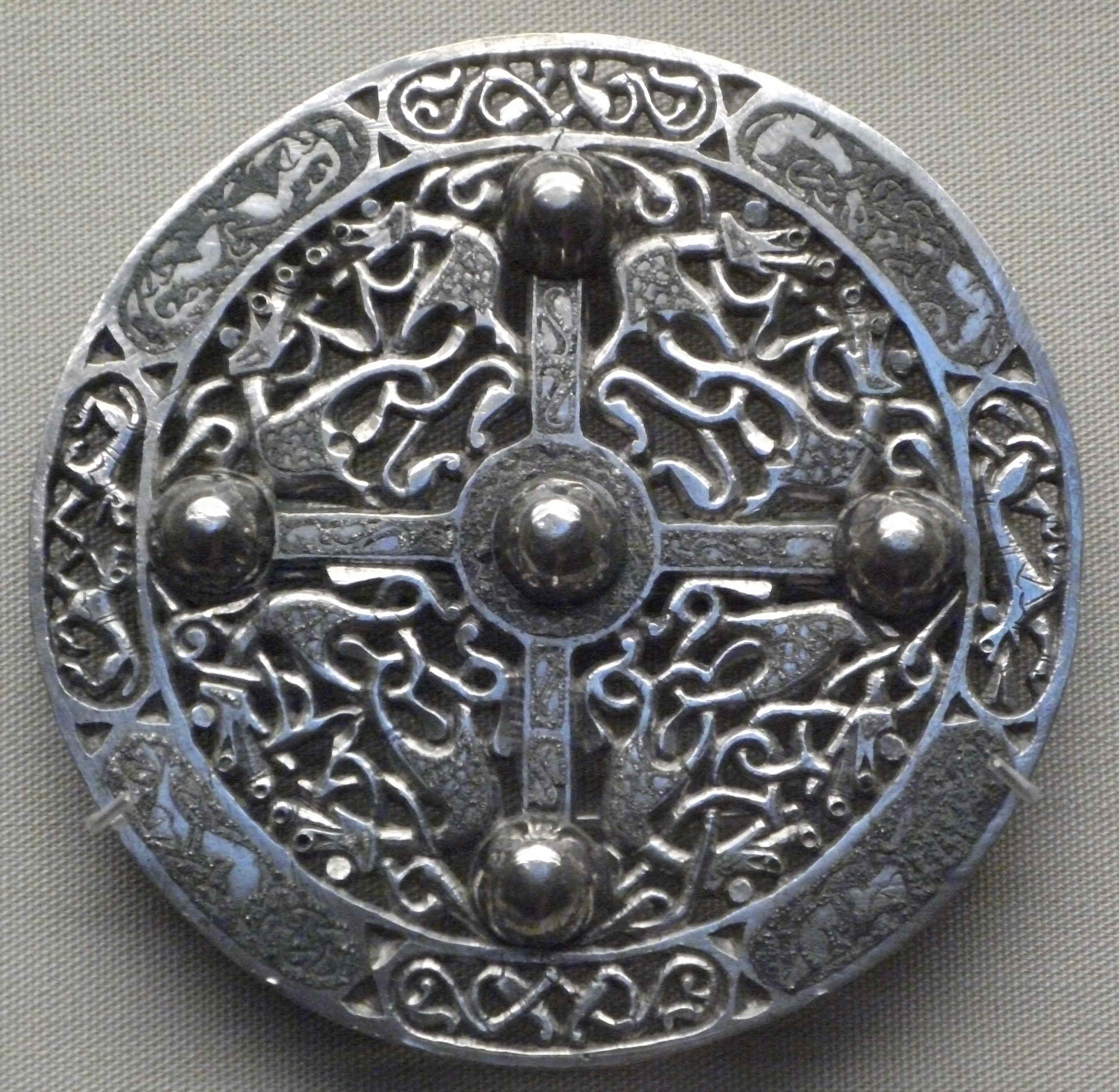
Spilla Pentney, 8,5 cm, British Museum

Quattro delle spille a disco appartengono a due coppie non identiche. Tutti e quattro gli oggetti sono realizzati in lamiera d'argento con disegno traforato. Sono imprezioseti da intricati ornamenti vegetali, animali e geometrici in pannelli che circondano un'area centrale a forma di croce. Tutte le spille erano originariamente sormontate da più rivetti con borchie, ma molti rivetti sono scomparsi.

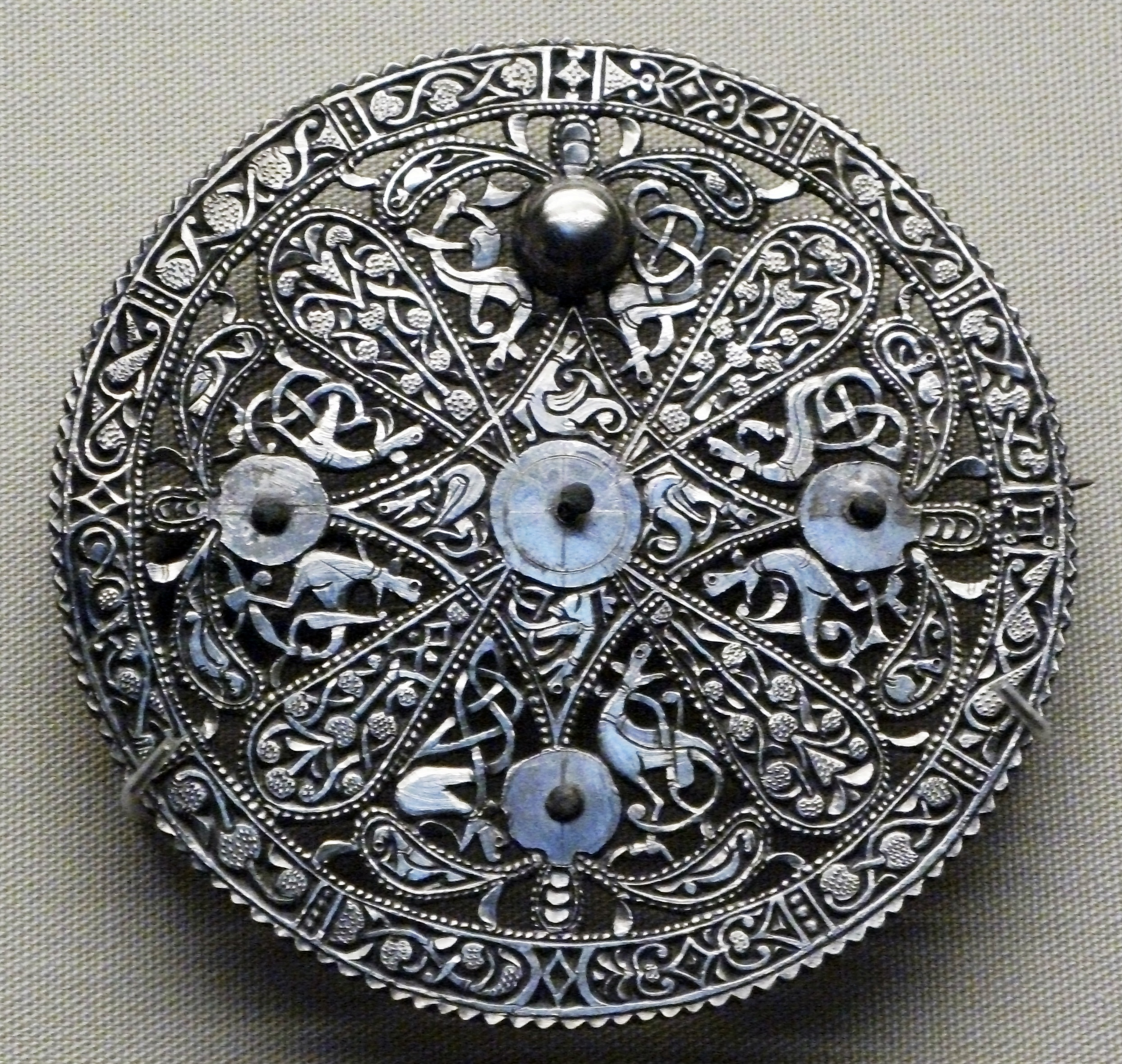
Spilla Pentney, (diametro 8,3 cm), British Museum

Una coppia di spille (diametro 8,3 cm) è decorata con bordi smerlati e perline. Ogni spilla di questa coppia è costituita da una fascia esterna divisa in otto sezioni con forme vegetali e geometriche. L'area centrale è ornata da quattro lobi e pannelli multipli pieni di animali esotici e piante stilizzate.
L'altra coppia (diametro 8,5 cm) ha un disegno traforato più semplice e un ampio intarsio in niello. Ogni spilla contiene una fascia esterna con pannelli alternati con incisioni di piante e animali scolpite nell'argento. La zona centrale ha una semplice disposizione a croce con cinque borchie rivettate. L'ambientazione è divisa in quattro riquadri di animali aggrovigliati e intarsiati con niello.
Ogni spilla di questa coppia ha una piastra posteriore non decorata con un perno rivettato.

## Storia
Nel 1978, William King, un sagrestano della chiesa di St. Mary Magdalene a Pentney, Norfolk, stava scavando una fossa e notò un pezzo di metallo circolare nel terreno. Nel rimuovere il metallo, scoprì altri cinque dischi di metallo. King consegnò i manufatti al rettore della chiesa che li conservò nella cassa della parrocchia. Tre anni dopo, il nuovo rettore della chiesa, John Wilson, trovò i dischi e li diede al museo del castello di Norwich che chiese al British Museum di valutare le spille. Fu determinato che gli oggetti accumulati erano spille a disco d'argento anglosassoni. I reperti furono dichiarati tesoro e proprietà della Corona. Il contenuto del tesoro venne acquistato dal British Museum. Come scopritore del tesoro, King ricevette 137.000 sterline, delle quali ne donò 25.000 alla chiesa.
Nel 1980, è stato intrapreso un nuovo scavo e sono stati trovati dei metalli nella stessa tomba. Venne trovata una borchia d'argento e si disse che fosse quella mancante da una delle quattro spille. Lo scavo del 1980 rivelò che il tesoro era stato scoperto a una profondità inferiore a 1,52 metri.
Si ritiene che i cinque oggetti più grandi del tesoro, sulla base di un confronto tra spille simili, siano stati realizzati tra l'800 e l'840. La spilla più piccola, anch'essa basata sullo stile, si credeva fosse della fine dell'VIII secolo. Gli studiosi hanno ipotizzato che il tesoro potrebbe essere stato sepolto a metà del IX secolo, durante le incursioni vichinghe nell'Anglia orientale, ma c'è un'ipotesi alternativa secondo la quale il posizionamento dei sei dischi nel cimitero avesse una ragione sconosciuta non collegata all'invasione vichinga dell'Inghilterra.

## Stile Trewhiddle
Il Trewhiddle è uno stile artistico del IX secolo che prende il nome dagli elementi decorativi animati del tesoro di Trewhiddle. Il tesoro scoperto conteneva numerosi oggetti, tra cui monete anglosassoni, un calice d'argento e altri pezzi d'oro e d'argento. Caratteristiche dello stile Trewhiddle sono: l'uso dell'argento, l'intarsio con niello e disegni zoomorfi, vegetali e geometrici, spesso intrecciati e finemente intagliati in piccoli pannelli.